# Philipp Weigel
Ernst Philipp Weigel, Deck- und Künstlername Ernst Emmler, (* 7. Juli 1878 in Raschau; † 19. Mai 1948 ebenda) war ein deutscher Volkswirt, Heimatforscher und Mundartdichter des sächsischen Erzgebirges. 

## Leben
Nach dem Besuch des Realgymnasiums in Zwickau, an dem er zu Ostern 1897 das Reifezeugnis erhielt, studierte Weigel zunächst an der Technischen Hochschule in Dresden. Dieses Studium beendete er mit Ablegen der Staatsvorprüfung. Ab dem Herbst 1903 schloss er ein Studium der Nationalökonomie an der Universität Leipzig an, wo er 1906 mit der Dissertation Das Sächsische Sibirien. Sein Wirtschaftsleben. Ein Beitrag zur Würdigung des Erzgebirges bei Wilhelm Stieda promovierte. Seine Doktorarbeit erschien ein Jahr später in leicht überarbeiteter Form im Verlag R. Trenkel in Berlin in Druck. Weigel hatte die Absicht, die Arbeit, falls sie Interesse finden sollte, zu erweitern, zumal auch beim Erscheinen derselben sich die Lage der geschilderten Industriezweige infolge der allgemein rückläufigen Konjunktur teilweise schon wieder verändern mußte. Zu einer Fortsetzung kam es jedoch nicht.
Weigel war als Volkswirt tätig.

## Werke (Auswahl)
- Das Sächsisches Sibirien. Sein Wirtschaftsleben, Berlin 1908
- Elisa Radziwill, Leipzig 1912
- Ehrgefühl, Berlin 1913
- Schnitzer-Lied, 1937
- Treie Lieb, 1938
- Heit zen Obnd, 1938
- Hochzig-Lied, 1938
- Iech un mei Haamit, 1939 (2. Aufl. 1941, Nicolaische Verlagsbuchhandlung Berlin)